# 封天詠
封天詠（Fung Tin Wing，2008年4月29日—），生於香港，香港足球運動員，司職翼鋒，現時效力香港超級聯賽球隊九龍城。

## 生平
封天詠出身自港峰青訓學院。
2025年1月，封天詠加盟香港超級聯賽球會九龍城。
2025年2月23日，九龍城於深水埗運動場迎戰東方。年僅16歲的封天詠首次正選上陣，開賽18分鐘更射入一球，以16歲9個月零24日之齡，創下港超史上最年輕入球紀錄。

## 外部連結
- 香港足球總會網頁球員資料